# Cantone di Givry-en-Argonne
Il Cantone di Givry-en-Argonne era una divisione amministrativa dell'arrondissement di Sainte-Menehould.
È stato soppresso a seguito della riforma complessiva dei cantoni del 2014, che è entrata in vigore con le elezioni dipartimentali del 2015.
Comprendeva i comuni di:
- Auve
- Belval-en-Argonne
- Les Charmontois
- Le Châtelier
- Le Chemin
- Contault
- Dampierre-le-Château
- Dommartin-Varimont
- Éclaires
- Épense
- Givry-en-Argonne
- Herpont
- La Neuville-aux-Bois
- Noirlieu
- Rapsécourt
- Remicourt
- Saint-Mard-sur-Auve
- Saint-Mard-sur-le-Mont
- Saint-Remy-sur-Bussy
- Sivry-Ante
- Somme-Yèvre
- Tilloy-et-Bellay
- Le Vieil-Dampierre